# Emoia guttata
Emoia guttata este o specie de șopârle din genul Emoia, familia Scincidae, descrisă de Walter Varian Brown și Allison 1986. Conform Catalogue of Life specia Emoia guttata nu are subspecii cunoscute.